# セレノプロテインP
セレノプロテインPは、分子中にセレノシステインを含むタンパク質であり、ヒトではSEPP1遺伝子にコードされている。血液中に見つかる主要なセレン化合物であり、セレノプロテインPのPは血漿（plasma）のPに由来する。
セレノシステインを含むタンパク質は通常、セレノシステインを1つだけ含有す場合が多いが、セレノプロテインPでは、分子中にセレノシステインを10個含んでいる。また、ヒトにおいてはC末端側が短い分子種が報告されている。これはセレノシステインをコードするコドンが終始コドンと同一であるため、メッセンジャーRNAからタンパク質への翻訳の途中で、タンパク質合成が止まってしまうためであるとの意見があるが、現在のところ明らかではない。
血液中に見つかるセレノプロテインPは、ほぼ肝臓で合成されると考えられており、役割はセレンの末梢臓器（特に脳および精巣）への輸送、あるいは貯蔵に関与していると見られるが、全容の解明には至っていない。また、活性酸素を消去するとの報告もあり、活性酸素の消去をセレノプロテインPの役割とする研究者もいる。